# Veddriq Leonardo
Veddriq Leonardo (født 1997) er en indonesisk sportsklatrer.
Han repræsenterede Indonesien ved sommer-OL 2024 i Paris, hvor han vandt guld i hurtigklatring, hvilket er den første guldmedalje for Indonesien, som ikke er vundet i badminton.